# جنيفر يورك
جنيفر يورك (بالإنجليزية: Jennifer York)‏ هي صحفية أمريكية، ولدت في 30 أغسطس 1962.